# Lautertal (Odenwald)
Lautertal (Odenwald) è un comune tedesco di 7 214 abitanti,  abitanti, situato nel land dell'Assia.